# Idlewild (Everything but the Girl-album)
Az 1988-as Idlewild az Everything but the Girl brit duó negyedik nagylemeze. Szerepel az 1001 lemez, amit hallanod kell, mielőtt meghalsz című könyvben.

## Az album dalai
|     | Cím                           | Szerző(k)              | Hossz |
| --- | ----------------------------- | ---------------------- | ----- |
| 1.  | I Don't Want to Talk About It | Danny Whitten          | 4:16  |
| 2.  | Love Is Here Where I Live     | Tracey Thorn, Ben Watt | 3:54  |
| 3.  | These Early Days              | Thorn                  | 3:49  |
| 4.  | I Always Was Your Girl        | Thorn, Watt            | 3:59  |
| 5.  | Oxford Street                 | Thorn                  | 3:20  |
| 6.  | The Night I Heard Caruso Sing | Watt                   | 2:54  |
| 7.  | Goodbye Sunday                | Thorn, Watt            | 4:00  |
| 8.  | Shadow on a Harvest Moon      | Thorn                  | 3:38  |
| 9.  | Blue Moon Rose                | Thorn, Watt            | 3:35  |
| 10. | Tears All Over Town           | Watt                   | 4:34  |
| 11. | Lonesome for a Place I Know   | Thorn, Watt            | 4:00  |
| 12. | Apron Strings                 | Thorn, Watt            | 3:08  |

## Közreműködők
- Tracey Thorn – ének
- Ben Watt – ének, gitár
- Ian Fraser – tenorszaxofon
- Steve Pearce – basszusgitár
- Damon Butcher – zongora, szintetizátor
- James McMillan – trombita
- Chucho Merchán – basszusgitár
- Peter King – altszaxofon

## Fordítás
Ez a szócikk részben vagy egészben az Idlewild (Everything but the Girl album) című angol Wikipédia-szócikk ezen változatának fordításán alapul.  Az eredeti cikk szerkesztőit annak laptörténete sorolja fel. Ez a jelzés csupán a megfogalmazás eredetét és a szerzői jogokat jelzi, nem szolgál a cikkben szereplő információk forrásmegjelöléseként.